# Pilotrichum luciae
Pilotrichum luciae är en bladmossart som beskrevs av Marshall Robert Crosby 1969. Pilotrichum luciae ingår i släktet Pilotrichum och familjen Daltoniaceae. Inga underarter finns listade i Catalogue of Life.